# 沟上知亲
溝上知親（1977年6月22日—），為日本职业围棋九段棋手，其隸屬於日本棋院。師從菊池康郎。
2004年第2届豐田杯首轮负于周鹤洋。2005年第10届三星火災杯本赛首轮负于曹薰铉。
2012年第9届春兰杯首轮负于孔杰。
配偶亦為圍棋職業棋手加藤啓子六段。

## 成績
- 1993年 入段、二段。
- 1994年 三段。
- 1995年 四段、第20期棋聖戰三段戰優勝。
- 1996年 第21期棋聖戰四段戰優勝。
- 1997年 五段。
- 1998年 六段。
- 1999年 第24期棋聖戰六段戰優勝。
- 2000年 七段。
- 2004年 達成400勝。
- 2005年 八段。
- 2008年 達成500勝。
- 2014年 九段。